# Postcard Records
Postcard Records ist ein Independent-Plattenlabel mit Sitz im schottischen Glasgow. Es wurde 1979 von Alan Horne gegründet. Obwohl Postcard in den 1980er Jahren nur 12 Singles und eine LP veröffentlichte, gilt es heute als eines der stilprägenden Labels der frühen 1980er Jahre.
Die erste veröffentlichte Single war "Falling and Laughing" von Orange Juice. Auf dem Label veröffentlichten Bands wie Josef K, Aztec Camera und die australischen Go-Betweens. 1981 ging Postcard in Konkurs. Horne rief Postcard 1992 wieder ins Leben und veröffentlicht seitdem unregelmäßig Tonträger.

## Diskografie
| Monat     | Jahr | Band                | Titel                    | Typ    |      |
| --------- | ---- | ------------------- | ------------------------ | ------ | ---- |
| April     | 1980 | Orange Juice        | "Falling and laughing"   | Single | 80 1 |
| September | 1980 | Orange Juice        | "Blue Boy"               | Single | 80 2 |
| September | 1980 | Josef K             | "Radio Drill Time"       | Single | 80 3 |
| November  | 1980 | Go Betweens         | "I Need Two Heads"       | Single | 80 4 |
| Dezember  | 1980 | Josef K             | "It's Kinda Funny"       | Single | 80 5 |
| Dezember  | 1980 | Orange Juice        | "Simply Thrilled Honey"  | Single | 80 6 |
| März      | 1981 | Orange Juice        | "Poor Old Soul"          | Single | 81 2 |
| Apr       | 1981 | Aztec Camera        | "Just Like Gold"         | Single | 81 3 |
|           | 1981 | Josef K             | "Sorry for Laughing"     | Single | 81 4 |
| Mai       | 1981 | Josef K             | "Chance Meeting"         | Single | 81 5 |
|           | 1981 | Orange Juice        | "Wan Light"              | Single | 81 6 |
| Juli      | 1981 | Josef K             | "The Only Fun in Town"   | LP     | 81 7 |
| August    | 1981 | Aztec Camera        | "Mattress of Wire"       | Single | 81 8 |
| Oktober   | 1992 | Orange Juice        | "Ostrich Churchyard"     | LP+CD  | 92 2 |
|           |      | The Nectarine No. 9 | "A Sea With Three Stars" | LP     | 93 1 |
|           | 1993 | Orange Juice        | "The Heather's on Fire   | Single | 93 2 |